# Étang de Miragoâne
Étang de Miragoâne är en sjö i Haiti.   Den ligger i departementet Grand'Anse, i den sydvästra delen av landet, 80 km väster om huvudstaden Port-au-Prince. Étang de Miragoâne ligger 14 meter över havet. Arean är 25,0 kvadratkilometer. Omgivningarna runt Étang de Miragoâne är en mosaik av jordbruksmark och naturlig växtlighet. Den sträcker sig 3,0 kilometer i nord-sydlig riktning, och 3,9 kilometer i öst-västlig riktning.